# Isamu Noguchi
Isamu Noguchi (Los Angeles, 1904 - Nova York, 1988) va ser un escultor i dissenyador estatunidenc d'origen japonès. El seu pare era el conegut poeta Yone Noguchi i la seva mare l'escriptora Léonie Gilmour.
Va passar la infantesa al Japó i va rebre la seva primera formació artística a Nova York. La visita a una exposició de Constantin Brancusi en aquesta ciutat (Brummer Gallery, 1926) va significar la seva descoberta de l'art d'avantguarda i de l'abstracció escultòrica. Gràcies a una beca Guggenheim es va poder desplaçar a París i treballar prop de Brancusi. Tot seguit va viatjar a Rússia, la Xina i el Japó. També a Mèxic, on es va relacionar amb Diego Rivera i Frida Kahlo. Establert a Nova York, va iniciar una llarga i fructífera col·laboració amb la coreògrafa Martha Graham i va realitzar diversos projectes de disseny d'objectes i d'escultura monumental. El projecte per a l'Associated Press al Rockefeller Center de Nova York, del 1940, li va suposar un ampli reconeixement.
Profundament concernit per l'atac japonès a Pearl Harbor (1941) que el situava en una posició personal difícil en tant que americà i japonès a la vegada, va orientar les seves recerques artístiques vers la confluència de les cultures artístiques occidental i oriental, Així, el seu llenguatge escultòric de maduresa assaja la síntesi entre els principis de l'avantguarda i la tradició artística japonesa i troba una de les seves màximes expressions en les obres d'art públic inspirades en els jardins orientals, com també en el desig d'integrar l'art amb la natura i el paisatge. Destaquen com a exemples significatius el projecte no íntegrament realitzat per al memorial d'Hiroshima (1952), el famós Jardí japonès i font de la Pau que es troba a la seu de la UNESCO a París (1956-58), el Billy Rose Art Garden, a Jerusalem (el jardí d'escultures del Museu d'Israel, que data de 1960-65) o el Cullen sculpture garden del Museu de Belles Arts de Houston (1986).
Son igualment notables els seus dissenys de mobles, per als quals utilitza les anomenades formes orgàniques, en contrast amb la simplicitat geomètrica de les seves escultures (com ara el Cub vermell de 1968 que es troba a Nova York)
Alguns mobles dissenyats per Noguchi han esdevingut clàssics del disseny del segle XX que es segueixen editant, com ara les lampades Akari inspirades en els típics fanalets de paper tradicionals japonesos o la tauleta auxiliar que va projectar l'any 1947 per a la firma Herman Miller.
El 1985 es va crear a Nova York el Noguchi Museum.